# Temerin
Temerin (szerbül Темерин / Temerin, németül Temeri) város és község Szerbiában, a Vajdaságban, a Dél-bácskai körzetben.

## Fekvése

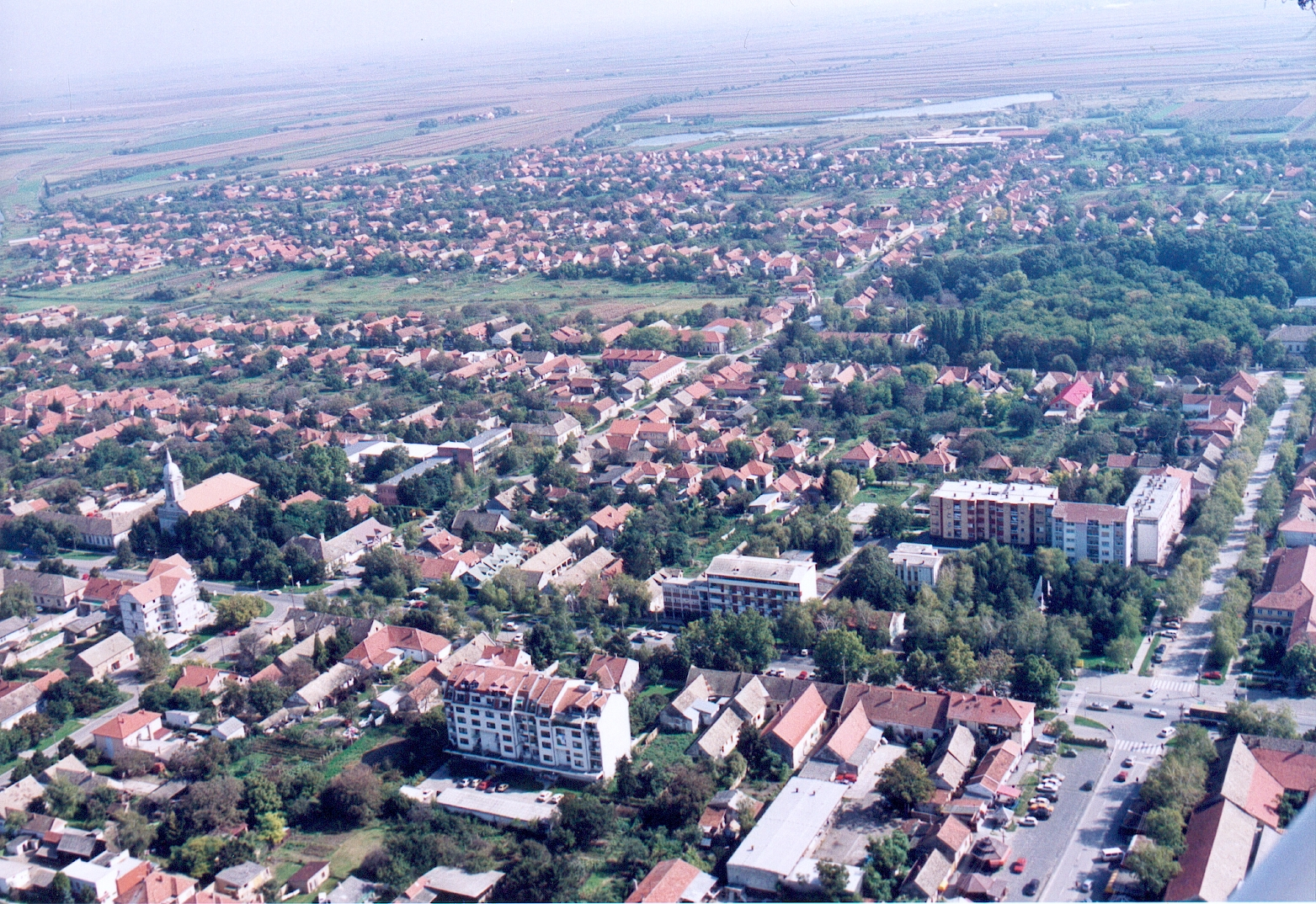
Légifotó a városról

Újvidéktől 15 km-re északkeletre, Óbecsétől 26 km-re délnyugatra fekszik.

## A község települései
A községhez Temerin mellett még két település tartozik (zárójelben a szerb nevük áll):
- Szőreg (Сириг / Sirig)
- Tiszaistvánfalva (Бачки Јарак / Bački Jarak)

## Története
A település igen régi múltra tekint vissza. Környéke már az ókorban is lakott hely volt. Délkeleti határa végében a délről és nyugatról jövő úgynevezett római sáncok metszik egymást.
Nevét az 1332. évi pápai tizedjegyzék említette először, amikor plébánosának Laur. de Temerinek egy évi adófizetését említették.
1522-ben a Bács vármegyei tizedjegyzékében Themeri néven sorolták fel.
A török hódoltság alatt a török defterek említik a titeli nahijében, 1554-ben 5, 1570-ben 13 és 1590-ben 28 adózó házzal.
1656-ban Gbelányi és Mihalek Miklós lettek Temerin birtokosai, majd 1681-ben a lévai várbeli határőrök kapták adományul, de Gbelányi és érdektársai 1682-ben új adomány címén visszakapták.
Temerint az új Bodrog vármegyének főispánja, Thournon Almásnak nevezi. Almás egykor Temerin határában volt, és egy 1317. évi oklevél Almásvölgy néven említette. Almás falu nevét utoljára a török defterek említik 1590-ben, később már csak mint puszta szerepelt 1770-ig, majd egészen beolvadt a temerini határba és az 1709. évi Müller-féle térképen Almás falu éppen Temerin helyén van feltüntetve.
1718-ban Almás, más néven Temerin az új Bodrog vármegyében van 39 adózóval. 1722-ben Temerin van csak felsorolva 62 adófizetővel, de Almás mint puszta 1737-70-ben is meg van említve. 1725-ben Temerint és Goszpodincét együtt vették fel az adójegyzékbe 89 adózóval.
1796-ban gróf Széchen Sándor vette meg Temerint a kincstártól, kérelmére 1799. októberben megkapta a mezővárosi címet és négy országos vásárt tarthatott.
1799 júliusában 178 szerb család Temerinből beiratkozott a csajkások közé, s katonai szolgálatot akart vállalni. Őket 1800-ban Paska-pusztára telepítették át, ahol a Gyurgyevó nevű falut alapították meg, s helyüket magyar lakosság foglalta el.
1804-ben római katolikus paplak és templom épült Széchen költségén. Temerinnek már ekkor fejlett ipara volt; a céhek, kovácsok, ácsok stb. 1815-ben kaptak szabadalmat.
1848. augusztus 30-án az egész város leégett, lakossága csak 1850. január 6-án tért vissza.
Az 1860-as években a Széchenek temerini birtokát az egyházi patronátusi joggal együtt Fernbach Antal apatini gabonakereskedő vette meg.
Az 1900. évi népszámláláskor Temerinben 9518 lakos élt, 1600 házban. Anyanyelv szerint: 8711 magyar, 787 német, 13 szerb, 9 tót. Vallás szerint: 9355 római katolikus, 125 izraelita, 23 református, 20 evangélikus, 8 görögkeleti ortodox.
Az 1942. januári razzia idején magyar csendőrök 47 temerini lakost gyilkoltak meg. A háború végén és utána a délvidéki vérengzések során a partizánok ezt legalább tízszeresen megtorolták az ártatlan magyar lakosságon.
A ma itt élő szerbek túlnyomó többsége 1946 után lett idetelepítve, részben a második világháború után kitelepített németek helyére.
A város népessége az utóbbi évtizedekben rohamosan növekszik, részben az 1990-es évek elején, a párizsi békeszerződés megszegésével, Horvátországból és Bosznia-Hercegovinából idetelepített menekültek révén, részben pedig Újvidék közelsége miatt. A magyar lakosság megfogyatkozott az elköltözés és a negatív természetes szaporulat eredményeképpen is és már a 2002-es népszámláláskor kisebbségbe került.
A 2018-ban és 2019-ben, a budapesti Hősök terén rendezett Nemzeti Vágta történetében elsőként, két egymást követő évben is megnyerte a döntő futamot Nagy Arnold a Fantázia nevű ló nyergében, Temerin település színeiben versenyezve. Érdekesség, hogy mindkét évben 2. helyen, a Baja színeiben versenyző Németh János ért célba.

### Acsa
Acsa-puszta nevét 1318-ban említették először az oklevelek, legkésőbb 1655-ben pedig mint gróf Wesselényi Ádám birtokát. Azóta nyoma veszett, de a róla szóló feljegyzések alapján Bács vármegye délkeleti részében kell keresnünk.

### Aranyád
Ugyancsak Temerin határába olvadt Aranyád is. Villa Oronati-ról egy 1237. évi oklevél emlékezik meg először, majd IV. Béla király idején említették ismét; de a török idők elején elpusztult. A helység nyomára enged következtetni, hogy Temerinnél egy magaslaton 1762-ben is a régi falu templomának voltak a romjai, melyeket az ottani nép ma is Aradnyanszka Kliszának, azaz aranyadi templomnak nevez.

## Népesség

### Demográfiai változások
| 1948   | 1953   | 1961   | 1971   | 1981   | 1991   | 2002   | 2011   |
| ------ | ------ | ------ | ------ | ------ | ------ | ------ | ------ |
| 11 438 | 11 621 | 12 705 | 13 584 | 14 875 | 16 971 | 19 216 | 19 661 |

## Gazdasága
Temerin fejlett mezőgazdasági és kisipari központnak számított már a 19. században. Gazdaságát jelenleg nagyban befolyásolja Újvidék közelsége, valamint az, hogy a Vajdaság földrajzi középpontjában terül el, és fontos nemzetközi (E75) és regionális utak kereszteződnek. A község iparában élen jár a fémfeldolgozás. Ez az ágazat közel 1000 személyt foglalkoztat. A község legjelentősebb vállalata az FKL Görgőscsapágygyár csaknem 600 foglalkoztatottal. A csapágyak mellett kardántengelyeket is gyárt, jó kapcsolata van a világ legismertebb csapágygyárával, a svéd SKF-fel. A Termovent magánvállalat magas nyomású szelepeket készít, mintegy 150 dolgozója van.
A Čelik 30 éves múltra tekint vissza. Sportcsarnokok és üzemek számára készít acélszerkezeteket. A Rajić Fivérek Részvénytársasága a benzinkutak számára készít mérő- és töltőberendezéseket, a jelenlegi Szerbiában gyakorlatilag monopóliuma van. A városnak valamikor fejlett textilipara volt, a negyvenéves múltra visszatekintő Ugled fénykorában 700 dolgozót foglalkoztatott, és abban az időben főleg nyugati, német és holland partnerek számára végzett szolgáltatást. Mára alig 150-en maradtak a vállalatban, gyakorlatilag nem dolgoznak és külföldi partner nélkül a helyzetük kilátástalan. A Kućna Radinost textilipari vállalat főleg védőöltözékeket és munkaruhákat készít, mintegy 100 dolgozója van. A faipar egyetlen képviselője a Javor Bútorgyár, hatalmas csarnokokkal és aránylag jól megőrzött gépekkel rendelkezik, de helyzete ugyancsak reménytelen külföldi partner nélkül. Az építőipar legjelentősebb képviselője, az Október 23-a Vállalat, a Jugoszláviában beszűkült építkezési lehetőségek miatt, tevékenységét főleg a város területére összpontosítja. A vendéglátóipar területéről a Bratstvo érdemel említést, amely egy kisebb szállodával és egy csárdával rendelkezik a Jegrička partján. A többi társadalmi vállalathoz hasonlóan, megfelelő partner nélkül életképtelen. Temerin kifejezetten mezőgazdasági település, a megművelhető földterület nagysága több mint 11 000 hektár. Ennek többsége magántulajdonban van.

## Látnivalók
- Szűz Szent Rozália római katolikus templom: a plébániát 1783-ban alapították, előtte Újvidék leányegyháza volt. A templom védszentje Szent Rozália szűz. A templomot 1804-ben emelték, 1848-ban megrongálódott, ledőlt a tornya, majd 1853-ban teljesen felújították. 1928-ban kibővítették, 1954-ben belülről újították fel, 1957-ben új tornyot emeltek, 1961-ben belső felújítást végeztek, majd 1960–66-ban még ki lett bővítve. A templom méretei: hossza 37 m, szélessége 12 m, a hajó magassága 15 m, a kereszthajó hossza 30 m, a torony 40 m magas. Négy harangja van. Az anyakönyvet 1783 óta vezetik.
- Lourdes-i Boldogasszony római katolikus templom

## Testvérvárosok
- Mórahalom, Magyarország
- Terézváros 2013. októbertől, Magyarország [forrás?]
- Jászapáti, Magyarország

## Képtár

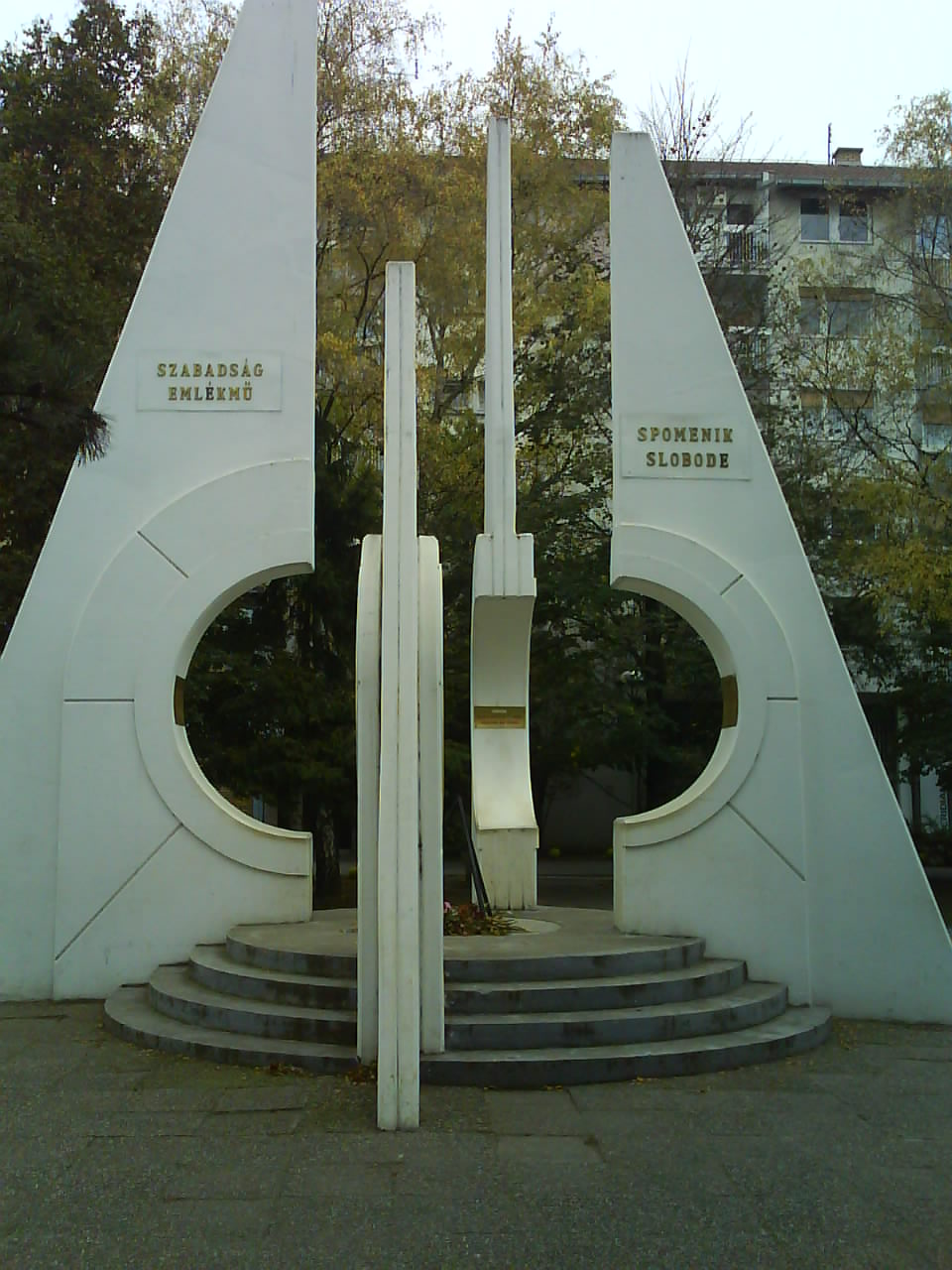
A jugoszláv partizánok emlékműve
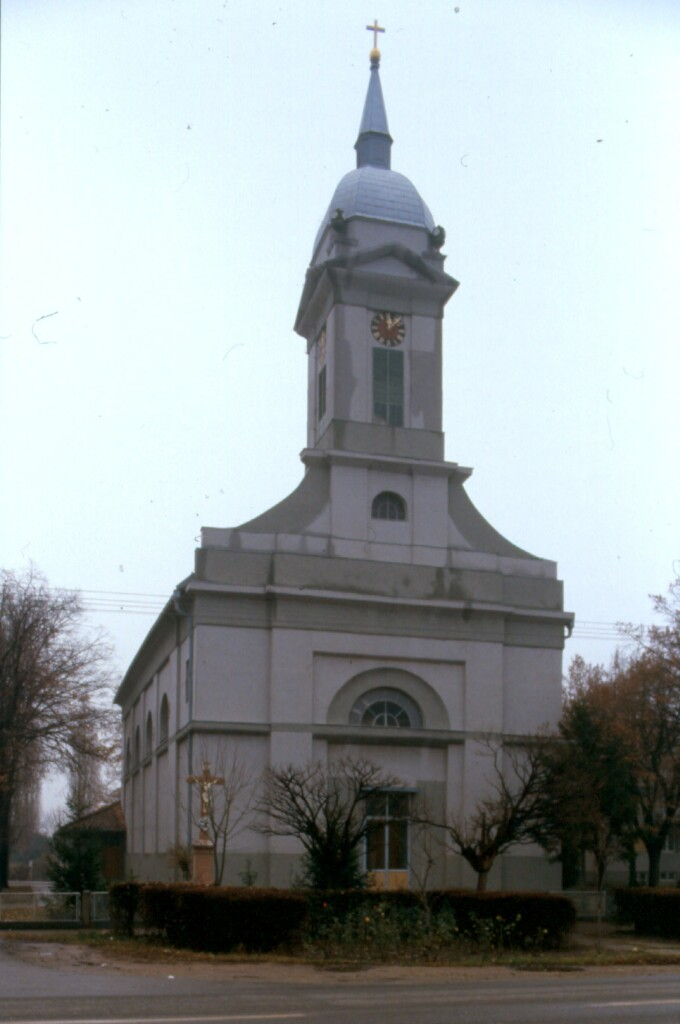
A Szent Rozália templom
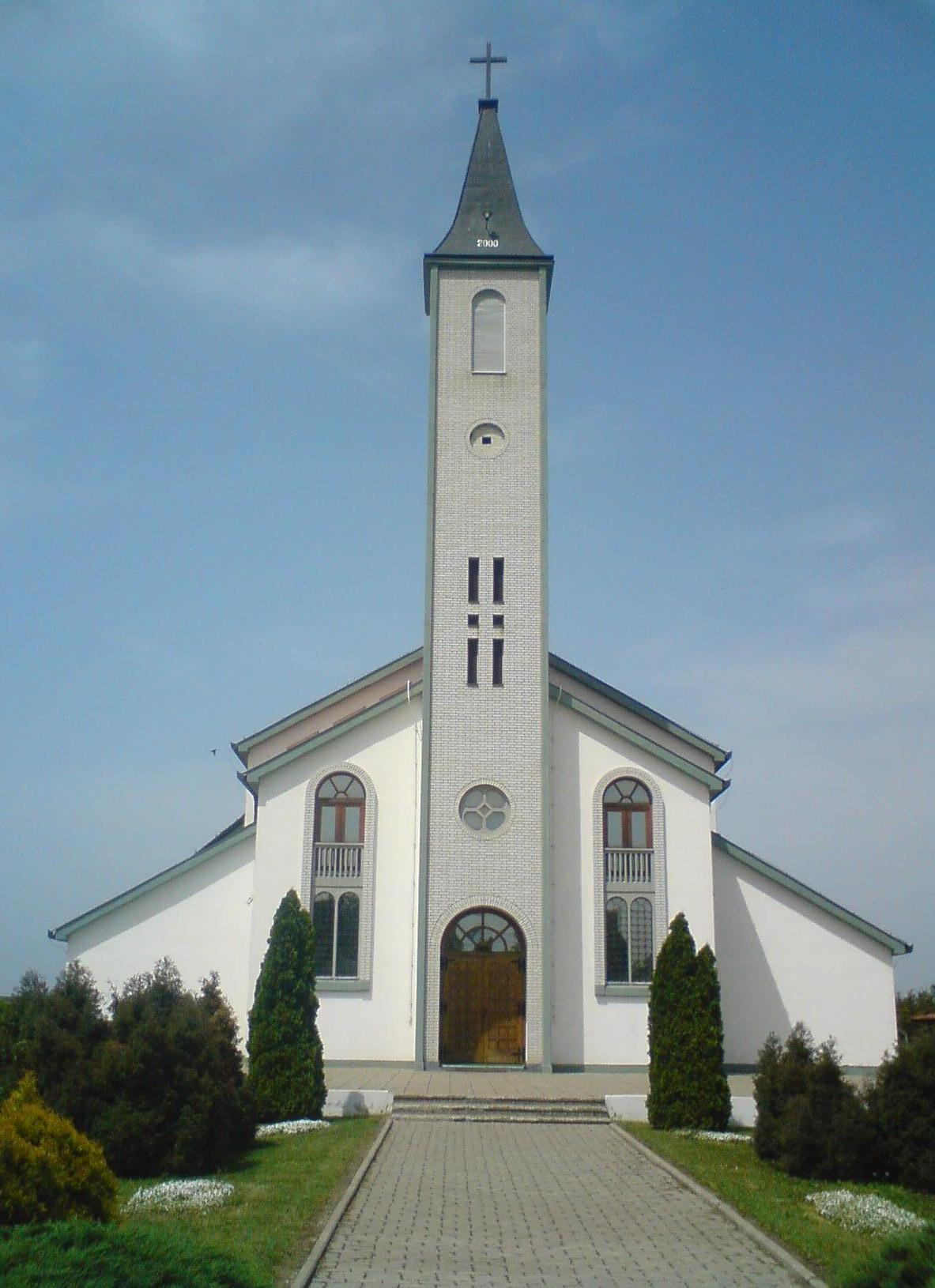
A Lourdesi Boldogasszony templom
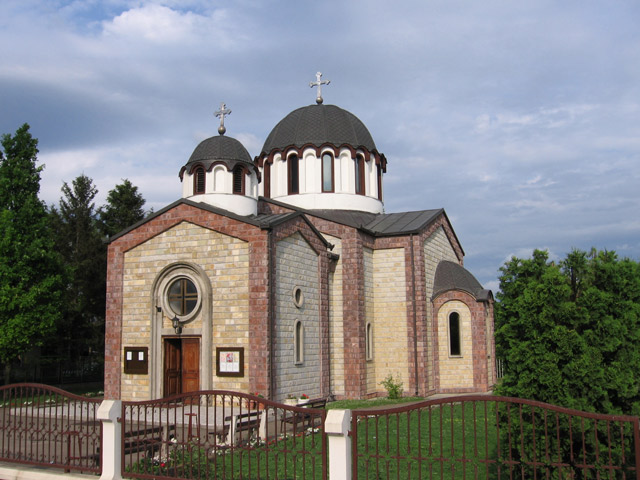
Az ortodox templom

## Nevezetes személyek
- Itt született 1777-ben Lukijan Mušicki szerb költő, író, nyelvész, görögkeleti püspök, a szerb nemzeti megújulás kiemelkedő alakja.
- Itt született 1958-ban Losoncz Alpár filozófus.
- Itt született 1985-ben Pertik Andrea színművésznő